# Stictonaclia
Stictonaclia is een geslacht van vlinders van de familie spinneruilen (Erebidae), uit de onderfamilie Arctiinae.

## Soorten
- S. amplificata (Saalmüller, 1880)
- S. anastasia (Oberthür, 1893)
- S. andriai Griveaud, 1964
- S. blandina (Oberthür, 1893)
- S. marojejyensis Griveaud, 1964
- S. myodes (Guérin-Méneville, 1832)
- S. nathalia Oberthür
- S. reducta (Mabille, 1879)
- S. seyrigi Griveaud, 1964
- S. subflava Griveaud, 1964